# سانت بيري جوليس (مانيتوبا)
سانت بيري جوليس (بالإنجليزية: St-Pierre-Jolys)‏ هي قرية تقع في كندا في مانيتوبا. يقدر عدد سكانها بـ 1,100 نسمة ومساحتها 2.6 كم2 وترتفع عن سطح البحر 242.32 متر.